# Fennassa Bab El Hit
Fennassa Bab El Hit (franska: Fennassa Bab El Hit (CR), Fennassa Bab El Hit (Commune Rurale), arabiska: فناسة باب الحيط) är en kommun i Marocko.   Den ligger i provinsen Taounate och regionen Fès-Meknès, i den nordöstra delen av landet, 230 km öster om huvudstaden Rabat. Antalet invånare är 12 764.